# Wydawnictwo Officyna
Wydawnictwo Officyna – polskie wydawnictwo założone przez Urszulę i Łukasza Urbaniaków w 1997 jako Oficyna. W 2011 firmę przemianowano na Wydawnictwo Officyna. Przedsiębiorstwo specjalizuje się w publikacjach nowych tłumaczeń światowego kanonu literatury, a także dzieł filozoficznych.

## Historia
Wydawnictwo powstało na bazie działającego od 1986 przedsiębiorstwa poligraficznego Oficyna. Specjalizuje się w publikacjach kanonu literatury polskiej i zagranicznej, filozofii (zwłaszcza filozofii francuskiej), a także mniej znanych w Polsce autorów i autorek. Wśród wypuszczonych serii znalazły się m.in. dzieła zebrane Friedrich Nietzsche, Jamesa Joyce'a, Gilles’a Deleuze, Jacques’a Derridy, Antona Czechowa, Charles’a Baudelaire’a czy Marcela Prousta.
Współpracownikami wydawnictwa były takie osoby jak: Bogdan Banasiak, Łukasz Musiał, Tomasz Wojciech Majewski, Krzysztof Matuszewski, Paweł Pieniążek, Anna Zeidler-Janiszewska, Maciej Świerkocki czy Magdalena Heydel.